# Stomorhî, Mlîniv
Stomorhî (în ucraineană Стоморги) este un sat în comuna Mali Dorohostaii din raionul Mlîniv, regiunea Rivne, Ucraina.

## Demografie
Componența lingvistică a localității Stomorhî
     Ucraineană (100%)
Conform recensământului din 2001, toată populația localității Stomorhî era vorbitoare de ucraineană (100%).